# 37-я отдельная гвардейская мотострелковая бригада
37-я отдельная гвардейская мотострелковая Будапештская Краснознамённая, ордена Красной Звезды Донская казачья бригада имени Е. А. Щаденко (сокр. 37 омсбр, в/ч 69647) — тактическое соединение Сухопутных войск Российской Федерации. Бригада создана путём переформирования 5-й гвардейской танковой дивизии в 2009 году.
Формирование входит в состав 36-й общевойсковой армии Восточного военного округа. Пункт постоянной дислокации — г. Кяхта Республики Бурятия.

## История
Предшественником формирования является 5-й гвардейский кавалерийский корпус, который был образован 19 ноября 1942 года. За успешные бои в ходе Будапештской наступательной операции корпус получил почётное именование «Будапештский». За успешные боевые действия в годы Великой Отечественной войны корпус получил 8 благодарностей Верховного Главнокомандования.
После окончания войны, в мае 1946 года корпус переформирован в 5-ю гвардейскую кавалерийскую дивизию. С октября 1954 — 1-я, затем 18-я гвардейская тяжёлая танковая дивизия (18-я гв. ттд). В 1966 году дивизия передислоцирована в Кяхту и переименована в 5-ю гвардейскую танковую дивизию. В 1968 году дивизия награждена орденом Красной Звезды.
В июле 2009 года в ходе Реформы Вооружённых сил РФ 5-я гвардейская танковая дивизия переформировывается в 37-ю отдельную гвардейскую мотострелковую бригаду в составе 36-й общевойсковой армии ВВО.
Бригада регулярно участвует в ежегодных российско-монгольских учениях «Селенга» (ранее «Дархан»).
В бригаде произошёл ряд случаев гибели солдат при неясных обстоятельствах (что было официально объяснено несчастными случаями или самоубийствами), в связи с чем местные жители называют войсковую часть № 69647 «полигоном смерти». Кроме того, от солдат бригады и их родителей неоднократно поступали жалобы о вымогательстве, а уполномоченный по правам человека Бурятии обнаружила в части выдачу одежды в недопустимом состоянии и непродезинфицированной обуви, из-за которой у солдат появлялись грибковые заболевания. 

### Вторжение на Украину
Бригада участвует во вторжении России на Украину с 2022 года. Части бригады участвовали в Киевском наступлении. После отступления РФ из Киевской области бригада была передислоцирована на восток Украины.
25 марта ряд СМИ со ссылкой на неназванных «западных официальных лиц» заявил, что командира бригады полковника Юрия Медведева переехали танком его собственные подчинённые, недовольные масштабами потерь (до 50 % личного состава), понесённых бригадой во время боя за Макаров. По некоторым данным, от полученных травм Медведев скончался. Это неоднократно упоминалось западной разведкой как признак повсеместной деморализации России во время войны.
По данным на конец июня 2022 года, в ходе нападения на Украину, погибло не менее 45 военнослужащих бригады. Так, сообщается, что 14 марта был убит чемпион мира по танковому биатлону, наводчик первой роты танкового батальона 37-й отдельной гвардейской мотострелковой бригады Бато Басанов. Он награждён орденом Мужества (посмертно).

## Состав
- управление;
- 1-й мотострелковый батальон;
- 2-й мотострелковый батальон;
- 3-й мотострелковый батальон;
- стрелковая рота (снайперов);
- танковый батальон;
- 1-й гаубичный самоходно-артиллерийский дивизион;
- 2-й гаубичный самоходно-артиллерийский дивизион;
- реактивный артиллерийский дивизион;
- противотанковый артиллерийский дивизион;
- зенитный ракетный дивизион;
- зенитный ракетно-артиллерийский дивизион;
- инженерно-сапёрный батальон;
- батальон управления (связи);
- батальон материального обеспечения;
- разведывательная рота;
- ремонтная рота;
- комендантская рота;
- медицинская рота;
- рота РЭБ;
- рота БПЛА;
- рота РХБЗ;
- батарея управления и артиллерийской разведки (начальника артиллерии);
- взвод управления и радиолокационной разведки (начальника ПВО);
- взвод управления (начальника разведывательного отделения);
- взвод инструкторов;
- взвод тренажеров;
- полигон;
- оркестр.[22]

## Отличившиеся воины
- Гвардии младший лейтенант Жуланов, Юрий Юрьевич - командир стрелкового взвода.
- Гвардии капитан Гомбоев, Жаргал Баирович (посмертно)- командир мотострелкового взвода.
- Гвардии рядовой Калашников, Иван Николаевич заместитель командира взвода.
- Гвардии лейтенант Енин, Назар Сергеевич.  командир штурмовой группы. (посмертно)